# Валя-Цупілор
Валя-Цупілор (рум. Valea Țupilor) — село у повіті Алба в Румунії. Входить до складу комуни Могош.
Село розташоване на відстані 300 км на північний захід від Бухареста, 32 км на північний захід від Алба-Юлії, 62 км на південний захід від Клуж-Напоки.

## Населення
За даними перепису населення 2002 року у селі проживали 52 особи, усі — румуни. Усі жителі села рідною мовою назвали румунську.